# Клингер, Макс

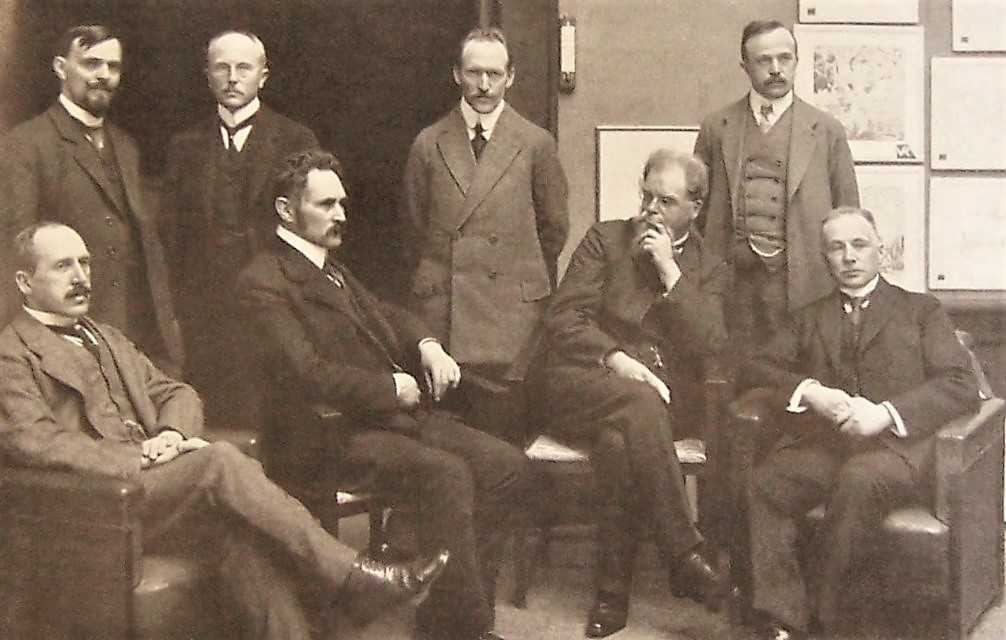
Жюри Четвёртой выставки графики Союза немецких художников в Хемнице. Слева направо сидят: Ханс фон Фолькман, Карлос Грете, Макс Клингер, Карл Банцер; стоят: Фридрих Шрайбер, Ханс Фогель, Фриц Макензен, Хофрат Теодор Бродерсен. Май 1912

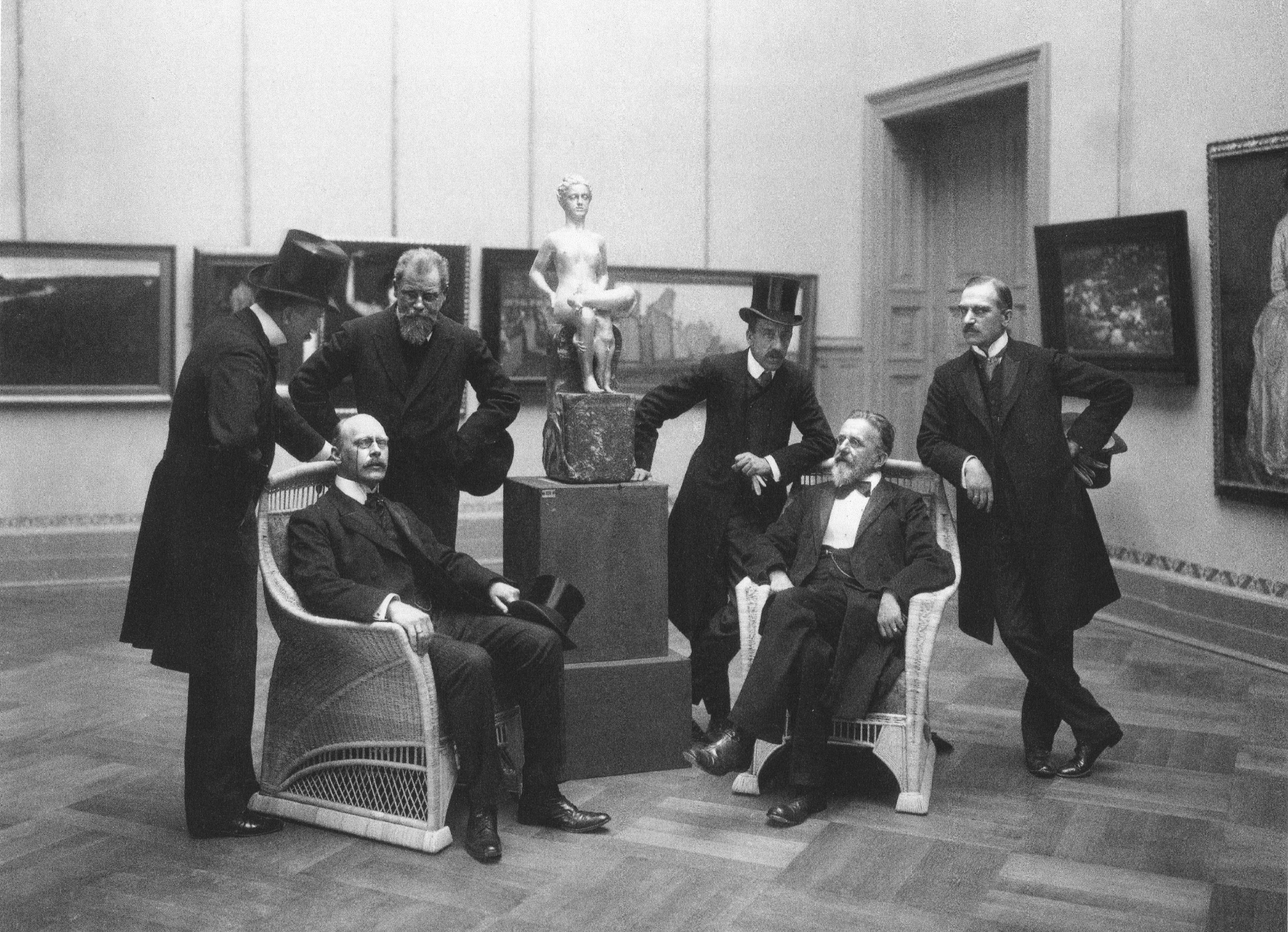
Открытие выставки Союза немецких художников. Слева направо: Г. К. Кесслер, Л. фон Гофман, М. Клингер, А. ван де Велде, Т. Хаген, Х. Ольде. Веймар. 1906

Макс Кли́нгер (нем. Max Klinger; 18 февраля 1857[…], Лейпциг, Германский союз — 5 июля 1920[…], Гроссйена, Наумбург или Наумбург) — художник немецкого модерна, или югендстиля. живописец, график и скульптор, представитель символизма.

## Биография
Макс Клингер родился 18 февраля 1857 года в Лейпциге, был вторым сыном производителя мыла и парфюмерии Генриха Луи Клингера (1816—1896) и его жены Огюсты Фридерики Элеоноры Клингер, урождённой Рихтер (1821—1904). С 1863 по 1867 год он посещал государственную школу в Лейпциге и школу рисования Брауэра по воскресеньям. Затем, до 1873 года, учился в реальном училище (позже Petrischule).
В 1874 году дрезденский архитектор и историк искусства Франц Рихард Штех рекомендовал Клингера известному живописцу Антону фон Вернеру в Берлине, который отверг его, но направил к художнику Карлу Гуссову в Карлсруэ.
В апреле Клингер начал учиться в Художественной школе Великого герцога Баденского в Карлсруэ у Гуссова и художника исторического жанра и портретиста Людвига Де Кудре. За это время Макс Клингер стал известным пианистом в Карлсруэ. Когда Гуссов покинул Карлсруэ, чтобы стать директором Королевской академии искусств в Берлине, Клингер также переехал в Берлин, чтобы завершить там свое обучение у Гуссова. Клингер делил студию с Кристианом Крогом, и они оба восхищались французскими писателями-натуралистами, такими как Эмиль Золя и Гюстав Флобер, которые исследовали в своих романах темные стороны городской жизни и лицемерие буржуазного общества. В то время образцом для подражания ему служило творчество живописца Адольфа фон Менцеля.
Клингер окончил Академию в 1877 году. В 1878 году он впервые представил свои картины на 52-й выставке Королевской академии искусств в Берлине. Его привлекали рисунки и гравюры старых мастеров, которые соответствовали его взглядам, включая Дюрера, Рембрандта, Гойи, а также Ф. О. Рунге и Ф. Ропса. Он начал обучение гравюре у Германа Загерта и вскоре стал опытным и изобретательным гравёром. Его ранние работы состояли примерно из ста рисунков, в основном пером и тушью. Он освоил техники офорта и акватинты.
В 1881 году Клингер переехал в Берлин, где у него была собственная студия. Там он начал свою недолгую дружбу со швейцарским живописцем, офортистом и скульптором Карлом Штауффер-Берном. Затем, летом 1883 года он переехал в Париж, где жил до 1886 или 1887 года.. В Лувре изучал творчество Гойи и Домье. Oбразцом для него стал Пьер Пюви де Шаванн. Он начал заниматься скульптурой примерно в 1883 году, а в последние годы скульптура постепенно стала доминировать в его творчестве. Находясь в Париже, он задумал первую концепцию «Новой Саломеи» и начал работу над «Памятником Бетховену», в 1886 году создал гипсовую модель, но скульптура не была завершена до 1902 года. В конце июля покинул Париж и отправился в Италию, где также посетил карьеры Каррары. В марте 1887 года Клингер вернулся в Берлин, где познакомился и духовно сблизился со швейцарским художником Арнольдом Бёклином. С сентября проживал в Лейпциге.
В 1888 году Клингер отправился в Рим. В 1889 году путешествовал по Бельгии и Италии (Неаполь, Пестум и Помпеи). В 1889 году члены группы художников «Общество XX» пригласили Клингера выставить свои работы на их ежегодной зимней выставке того же года в Брюсселе.
В 1891 году он остался в Мюнхене, где был избран действительным членом Мюнхенской Академии изобразительных искусств. Затем он снова отправился в Италию. В Риме, изучая произведения старых мастеров, он провёл свои самые лучшие и самые продуктивные годы.
Клингер был опытным пианистом и числил среди своих друзей композитора Макса Регера. Дружба с композитором Иоганнесом Брамсом развивалась в течение двадцати лет, кульминацией которых стала публикация Клингером его печатной серии «Фантазии Брамса» (1894) и посвящение Брамсом Клингеру «Vier ernste Gesänge» («Четыре серьёзные песни»), опус 121 (1896) за год до смерти композитора.

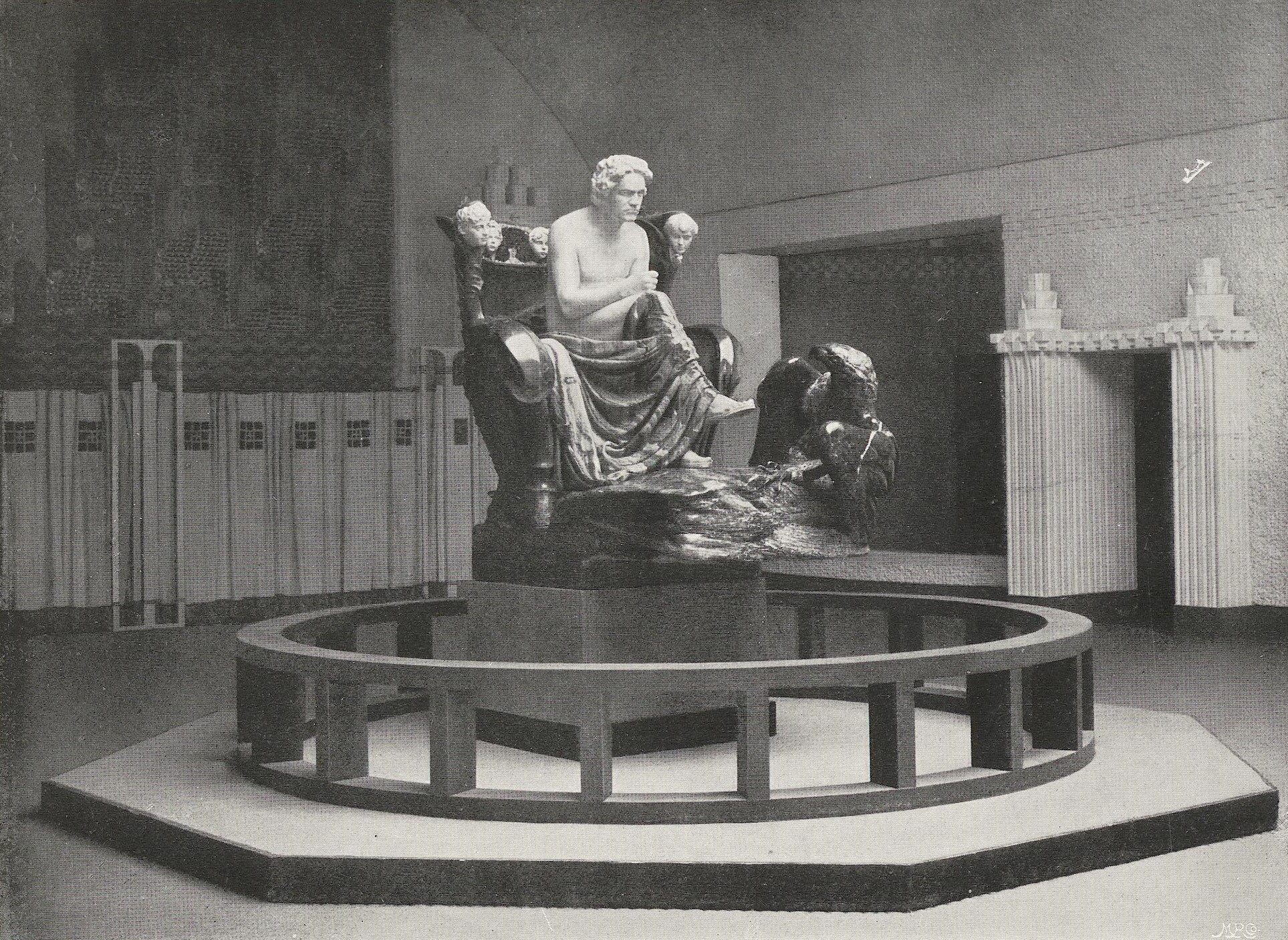
«Бетховен» Макса Клингера на выставке Венского Сецессиона. 1902

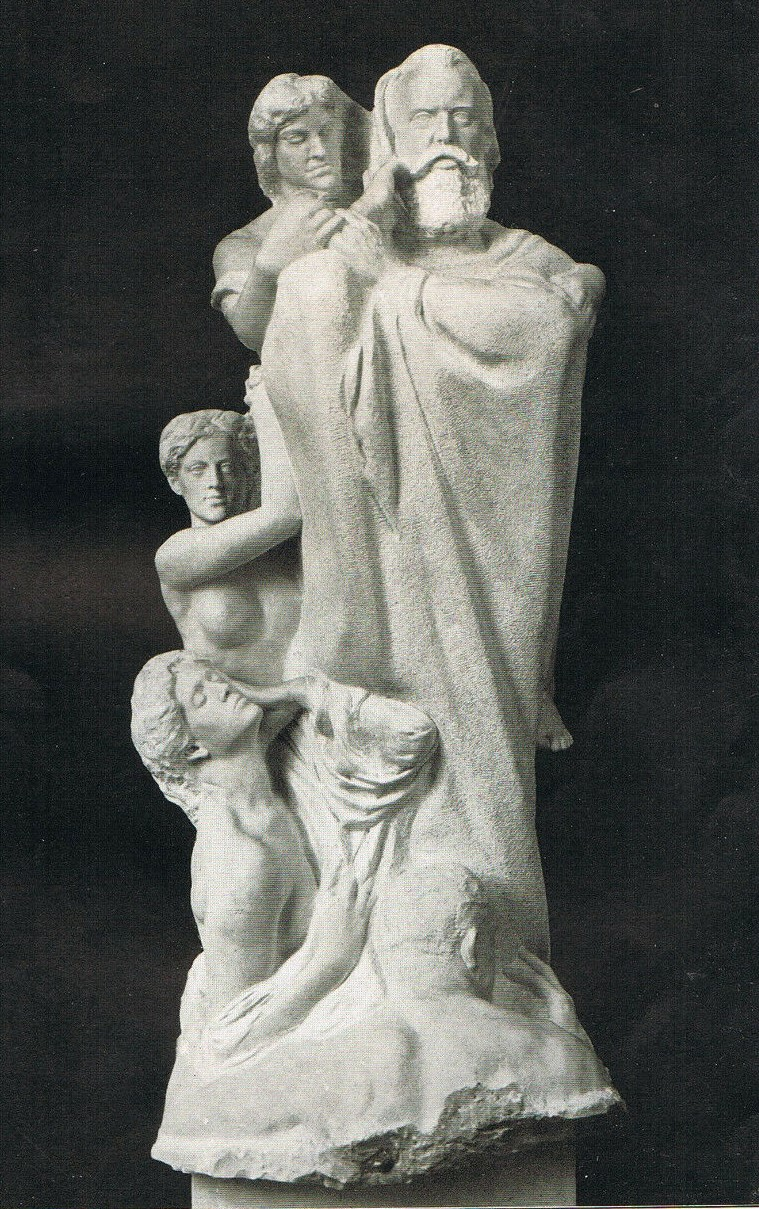
«Памятник Брамсу. Модель

В 1892 году Клингер стал одним из основателей группы «XI», состоявшей из одиннадцати художников. Группа «XI» выступила против «Товарищества берлинских художников». В 1893 году он снова поселился в Лейпциге, где был создан мраморный бюст «Новая Саломея». В следующем году Клингер стал членом Королевской академии искусств в Берлине. Он поехал через Вену в Грецию и обратно через южную Италию в Париж. В этом году была создана «Фантазия Брамса» (Опус XII).
Клингер расширил свою лейпцигскую мастерскую до размеров презентационного здания, чтобы иметь возможность выставлять свои собственные работы, а также работы Арнольда Бёклина и рисунки Родена и Менцеля. Тогда же он создал эскизы росписей вестибюля Музея изобразительных искусств в Лейпциге.
В 1897 году Макс Клингер стал профессором Академии графических искусств в Лейпциге и членом-корреспондентом только что основанного Венского Сецессиона. Картина «Христос на Олимпе» экспонировалась в Берлине вместе с работой Августа фон Брандиса «Свадьба в Кане» в Зале почёта Большой Мюнхенской художественной выставки. Это спровоцировало общественную полемику о культуре немецкого модерна.
В следующем году Клингер познакомился с писательницей и поэтессой Эльзой Асеньевой (1867—1941), которая стала его моделью, музой и подругой на долгие пятнадцать лет. У них была дочь Дезире Клингер (1900—1973), но они никогда не были женаты.
В 1899 году Клингер отправился в Пиренеи и Грецию в поисках мрамора для некоторых заказных работ. В 1900 году Клингер встречал Огюста Родена в своей парижской студии. Его дочь Дезире родилась в Париже 7 сентября и была воспитана приёмной матерью. В этом году создан портретный бюст Эльзы Асеньевой (Мюнхен, Новая пинакотека).
В 1903 году Клингер был избран вице-президентом Немецкого союза художников (Deutscher Künstlerbund). В следующем году он вернулся в Лейпциг, чтобы завершить большую скульптуру Бетховена, которую он начал в 1895 году. Работа стала центральным экспонатом выставки Бетховена в Венском Сецессионе весной 1902 года. В 1904 году он подписал контракт на памятник Брамсу для Гамбургского Зала музыки (Musikhalle). Он снова отправился в Италию, чтобы купить мрамор. 22 ноября умерла его мать. В этом году он создал офорт «Драма» (завершен в 1904 году) и картину «Эльза Асеньева в вечернем платье».
Макс Клингер стал одним из основателей «Премии Вилла Романа», присуждаемой молодым немецким художникам. В 1905 году он приобрёл здание Виллы Романа во Флоренции в качестве учебного центра. Вместе с Георгом Хирцелем он переоборудовал здание. Первым лауреатом премии стал Густав Климт, однако он отказался от этой чести и передал премию Максимилиану Курцвайлю. Среди последующих лауреатов были Кете Кольвиц, Макс Бекманн, Эрнст Барлах, Георг Кольбе.
В 1907 году Макс Клингер снова побывал в Париже и Испании. Впервые все работы Клингера были выставлены в Лейпцигском художественном музее. В 1903 году Клингер уехал из Лейпцига и купил дом с виноградником в Гросиене (Гросс Йене), недалеко от Наумбурга, Германия, где и поселился в последние годы своей жизни. В 1911 году Клингер покинул Асеньеву, когда её психическое здоровье начало проявлять признаки ухудшения, ради 18-летней модели Гертруды Бок (1893—1932), на которой он в конечном итоге женился за несколько месяцев до своей смерти в 1920 году.
19 октября 1919 года Клингер перенёс инсульт. Он переместил свою мастерскую в Гросиену, где решил найти своё последнее пристанище. 4 июля 1920 года он умер в Гросиене. Хранителем поместья он назначил своего друга и скульптора Йоханнеса Хартмана, который снял с его лица посмертную маску, а два года спустя женился на его вдове.

## Творчество

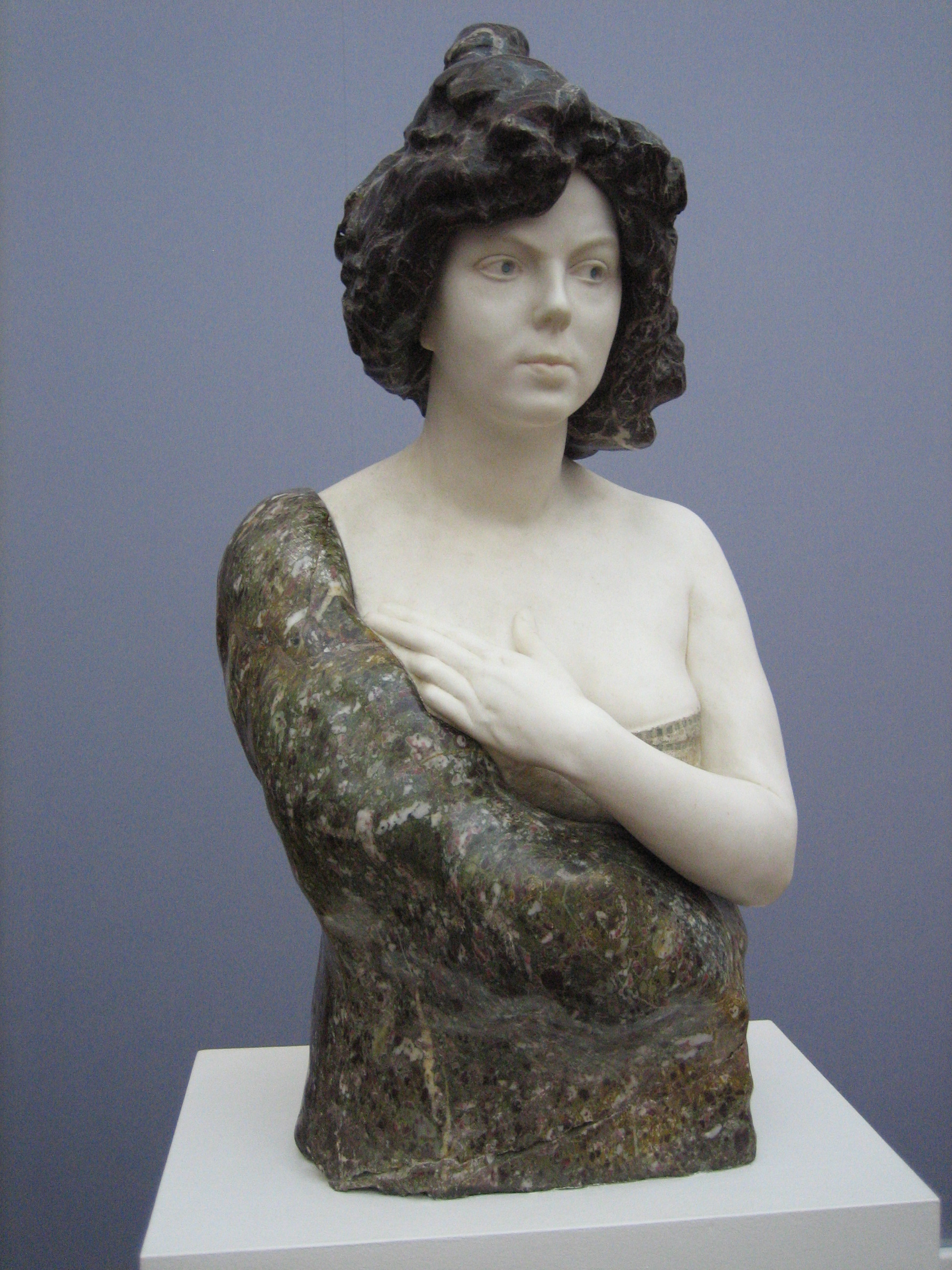
Эльза Асеньева. Ок. 1900. Мрамор. Новая Пинакотека, Мюнхен
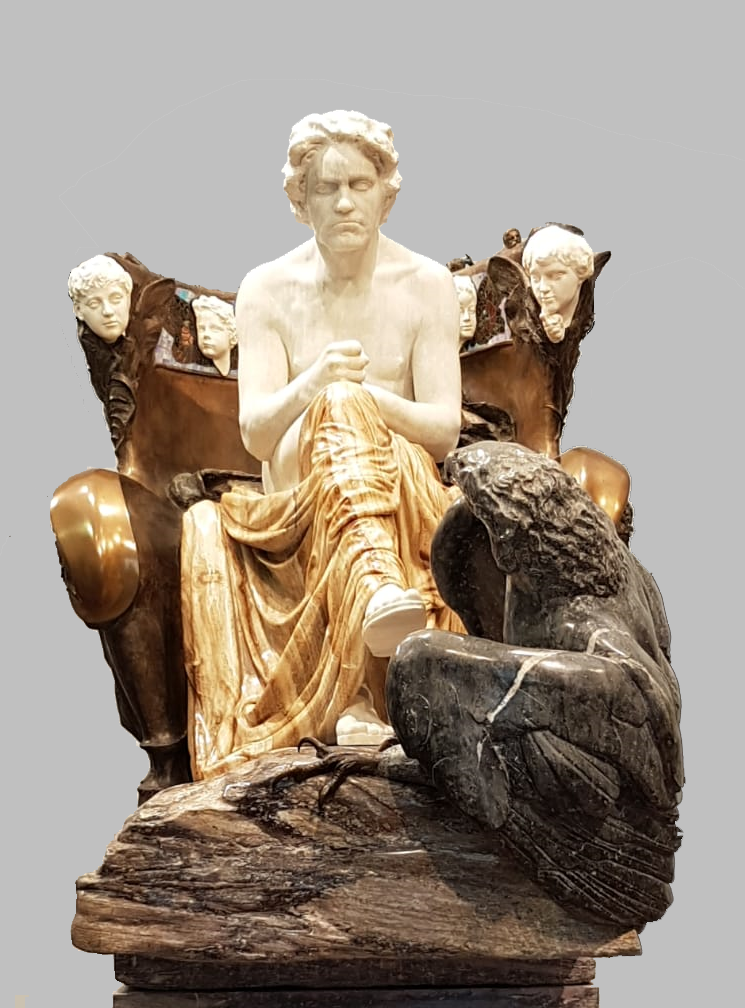
Бетховен. 1902. Мрамор, бронза, слоновая кость, алебастр. Музей изящных искусств,  Лейпциг
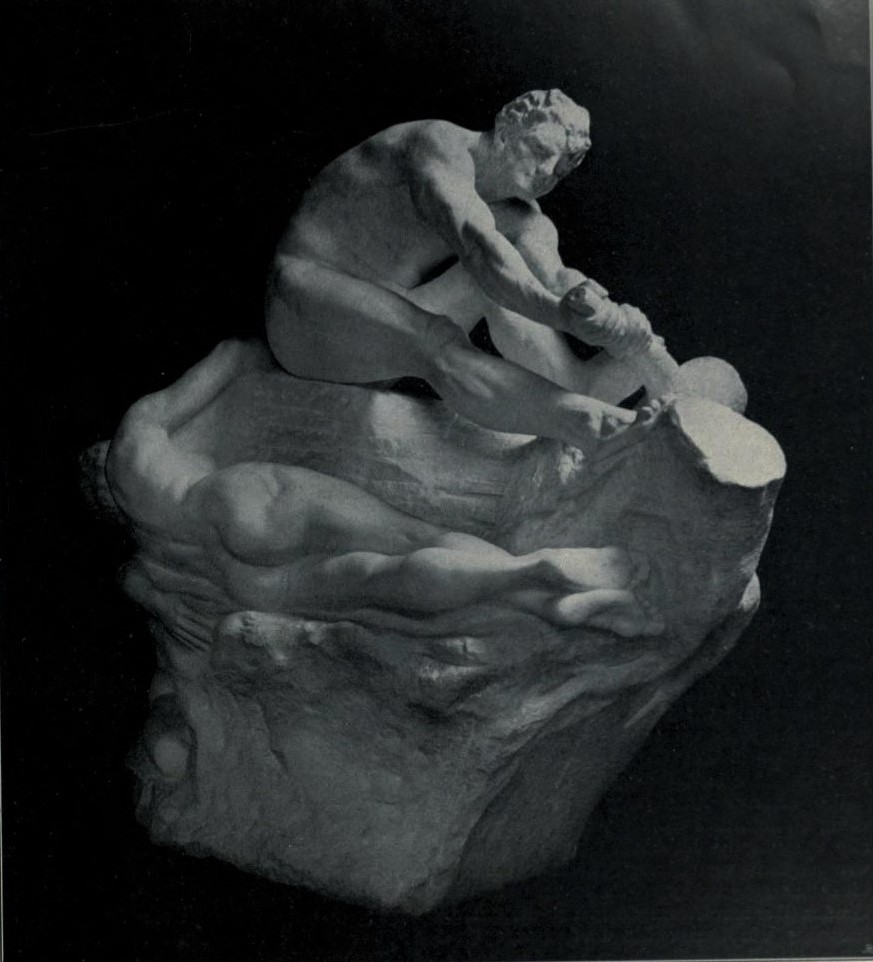
Драма. 1904. Мрамор. Фотография из журнала «Die Kunst», № 13, 1906
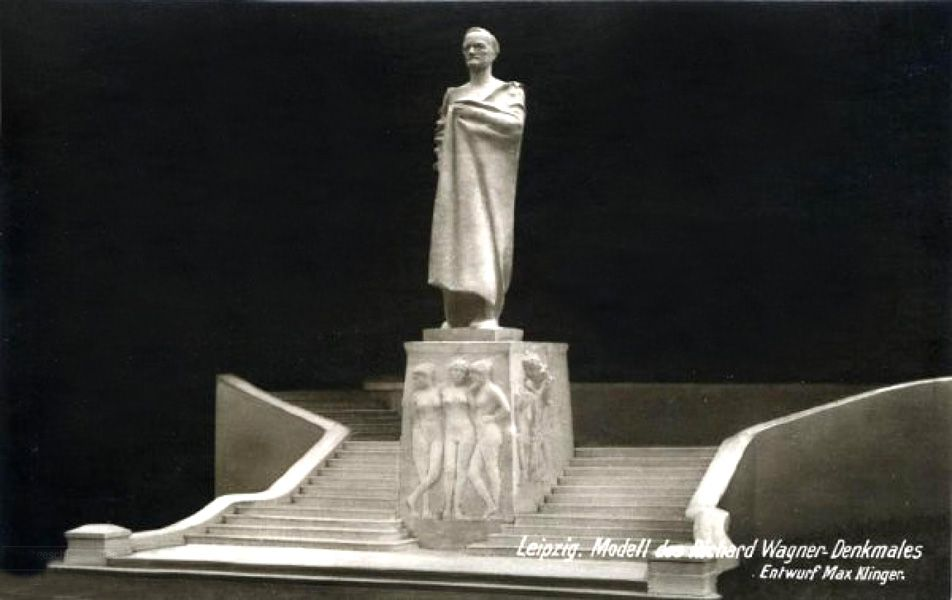
Mодель памятника Рихарду Вагнеру. Ок. 1913. Музей истории города, Лейпциг
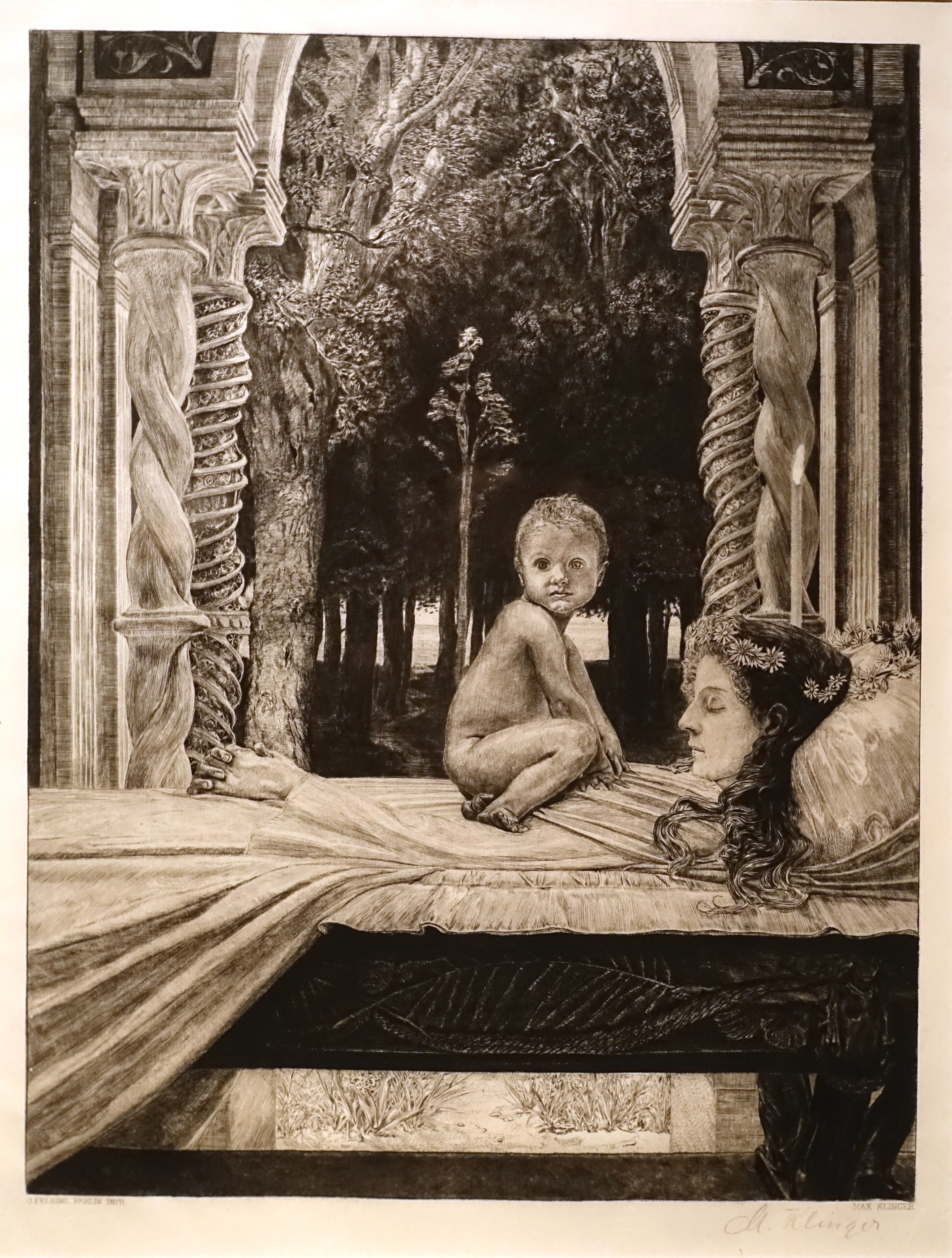
Мёртвая мать. Из серии «О смерти».  Opus XIII, 1889. Сухая игла
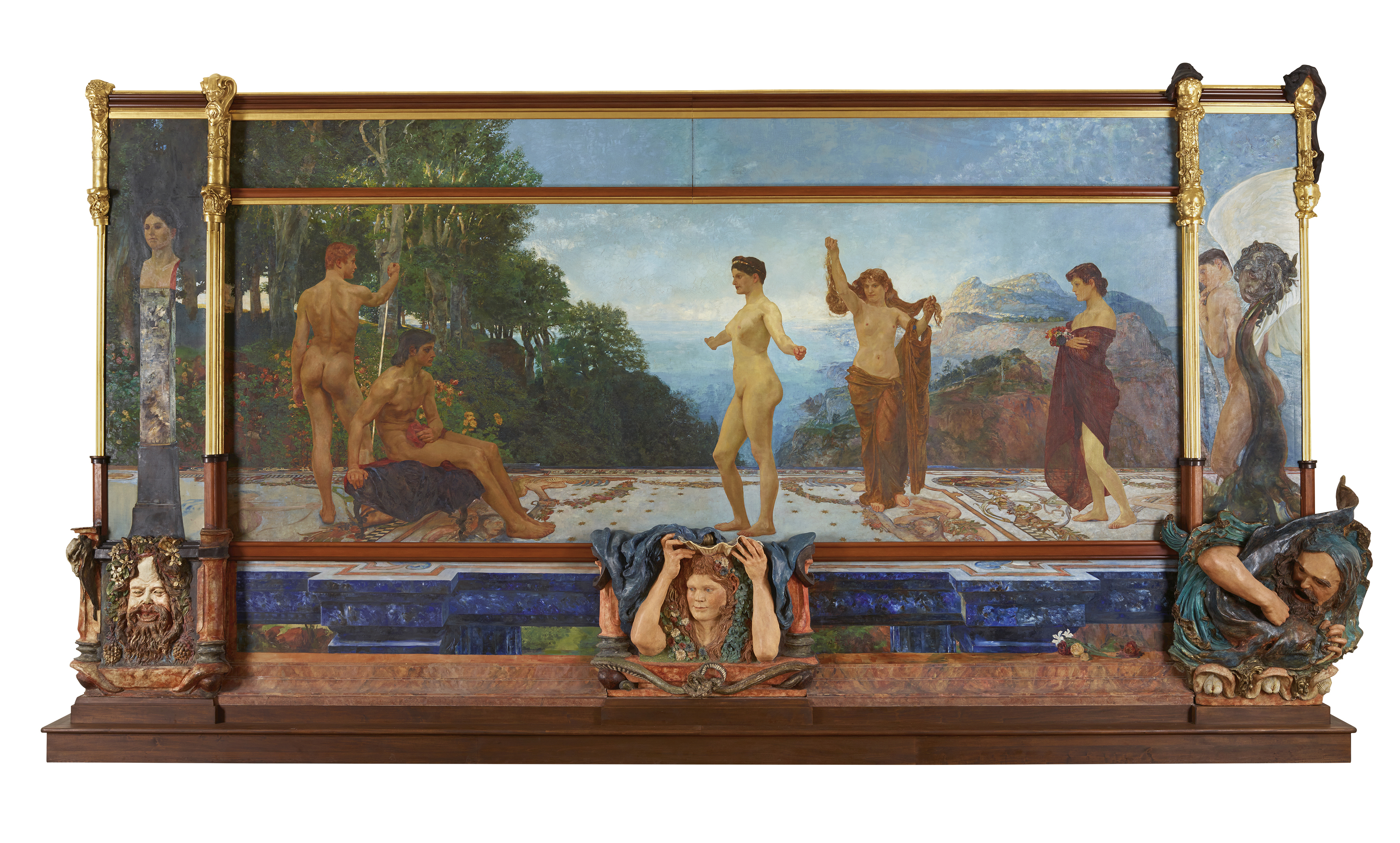
Суд Париса. 1885–1887. Холст, масло, дерево, гипс. Австрийская галерея, Бельведер, Вена
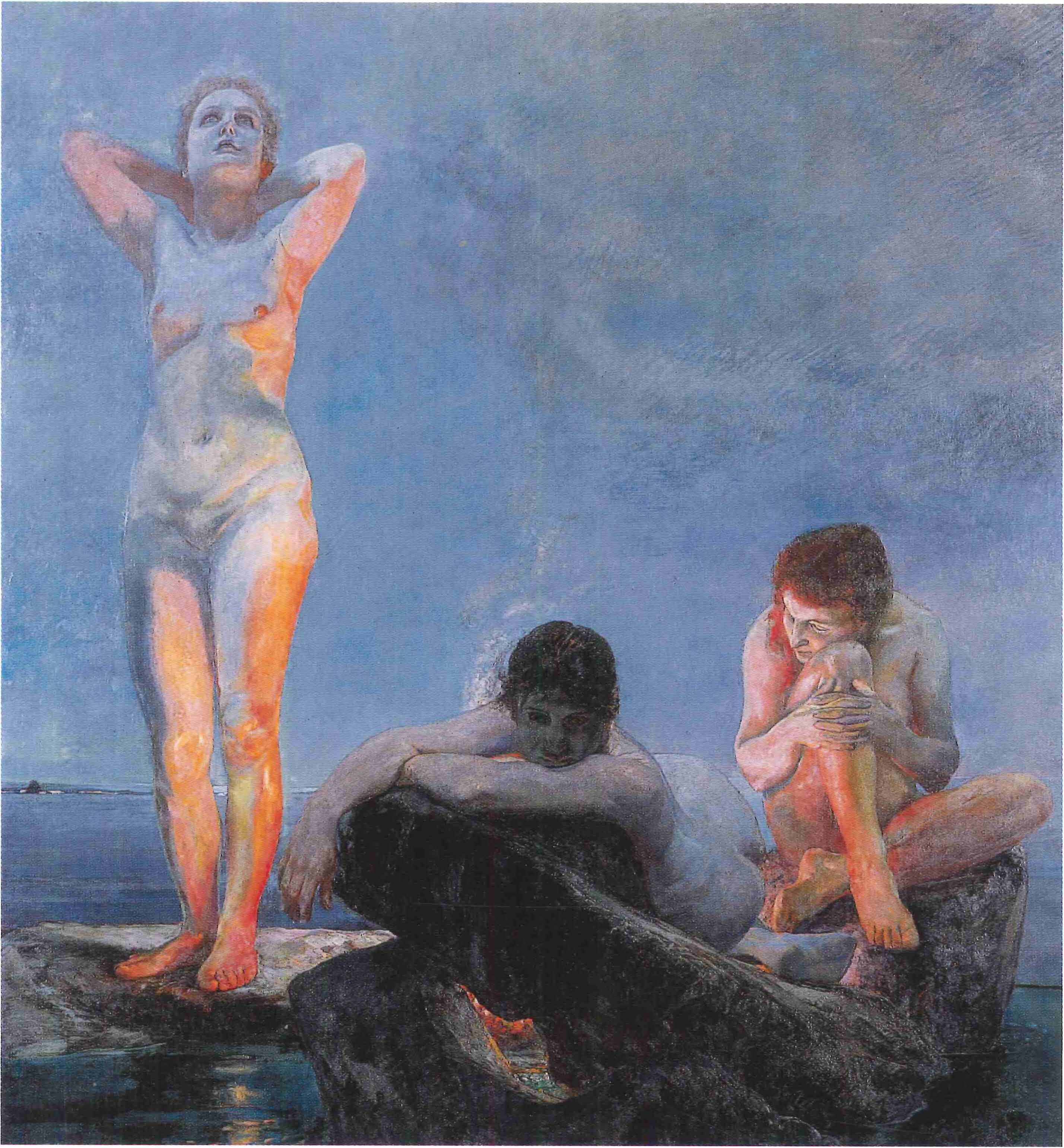
Голубой час. 1890. Холст, масло. Музей изящных искусств, Лейпциг
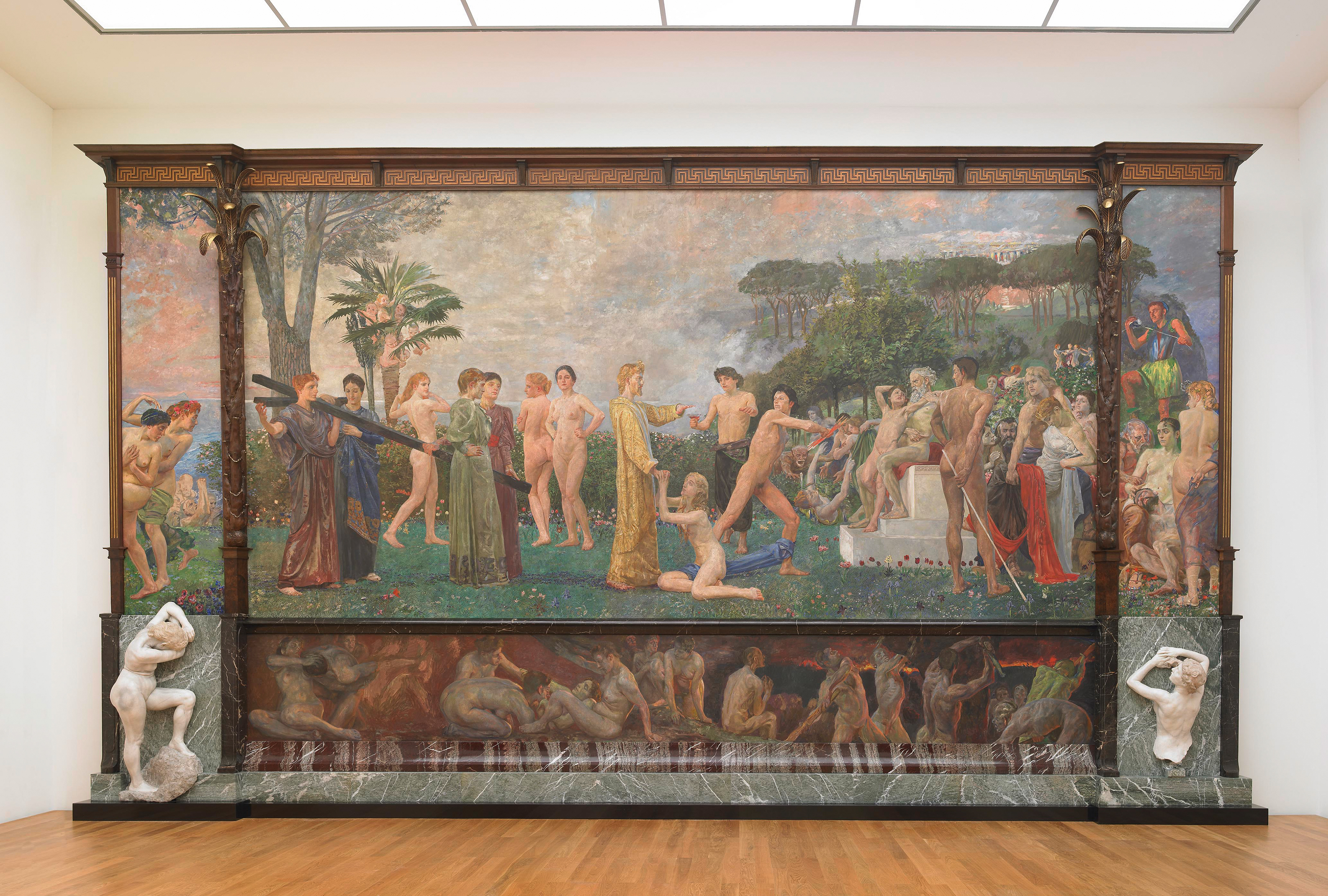
Христос в Олимпии. 1897. Холст, масло, дерево, гипс, мрамор. Австрийская галерея, Бельведер, Вена

Творчество Макса Клингера, даже в сравнении с другими представителями немецкого символизма, выглядит необычно. «Его индивидуальный стиль, как и у многих художников переходного времени, странным образом соединяет элементы натурализма, гротеска, экспрессионизма, и даже сюрреализма».
Большое значение в творчестве художника занимает графика, в которой он был виртуозным мастером и которой он в своей книге «Живопись и рисунок», вышедшей в 1891 году, придаёт особое, самостоятельное значение в отображении внешнего мира. Клингер был убеждён, что графике свойственно передавать демонически-тёмные аспекты жизни, адекватно выражаемые в линейной и контрастной форме, что позволяет рассматривать Клингера как одного из предтеч сюрреалистов. Изображение «циклов» действия с прозрением фантастически-символистских воображаемых реальностей сам Клингер сравнивал с музыкальным произведением («опусом»). Сама же живопись оставалась для художника реалистически-позитивным средством выражения. Под особенным влиянием Клингера находился Пюви де Шаванн, создавший в Париже серию аллегорических, монументальных произведений настенной живописи. Своей целью в искусстве Клингер видел объединение живописи, пластики и архитектуры. Написанные Клингером религиозные картины показывают влияние мастеров итальянского Возрождения.
В гравюрах Клингер умело объединял несколько техник глубокой печати, таких как акватинта, сухая игла и офорт. Темы варьируются от эзотерического символизма до социальных аспектов реализма. За графический цикл «Жизнь» (1884) Клингера часто называют первым немецким художником, который рассматривает проституцию как социальную проблему, а также лицемерие и несправедливость в отношении отношения общества к этой теме. Серия «Любовь» (1887) посвящена Арнольду Бёклину, другому художнику-символисту, которым Клингер восхищался. В серии «Парафраз о поисках перчатки» (1881) в основу рисунков легли образы, пришедшие Клингеру во сне после того, как он нашёл брошенную кем-то перчатку на катке. В лейтмотиве перчатки, принадлежащей женщине, лица которой мы никогда не увидим, Клингер предвосхитил исследования фетиш-объектов Фрейдом и Краффт-Эбингом.
Клингер всю жизнь страстно любил музыку, и музыкальные элементы часто отражались в его искусстве. Его графическим циклам присвоены номера опусов, принятые в музыкальных изданиях. Его серия «Фантазии Брамса» (1894) была задумана как объединение музыки, поэзии и изобразительного искусства: её можно рассматривать вместе с исполнением музыки композитора, что создаёт своеобразный Гезамткунстверк (Gesamtkunstwerk), или «всеохватывающую форму искусства».
Вдохновленный недавними сообщениями об археологических открытиях античных скульптур, сделанных из разноцветных камней, Клингер во многих своих скульптурах использовал разноцветные материалы. В «Памятнике Бетховену» использована бронза, слоновая кость, алебастр и разноцветные мраморы. Клингер изучил и снял мерки посмертной маски Бетховена в Вене и отправился в Лаас на юго-западе Франции, чтобы лично выбрать алебастр, а также в Пиренеи и Сиру (или Сирос) в Греции, чтобы выбрать подходящий мрамор. Эльза Асеньева описала необычайно сложный и трудный процесс отливки большого бронзового трона в своей книге «Бетховен Макса Клингера: художественно-техническое исследование» (Eine kunst-technische Studie), опубликованной в 1902 году. Скульптура была выставлена сначала в Париже в 1885 году, затем в Берлине в 1887 и 1888 годах. С годами она приобрела черты предмета своеобразного культа в искусстве символизма.
Скульптура Бетховена стала основной темой 14-й выставки Венского Сецессиона в 1902 году. Венский сецессион надеялся приобрести скульптуру, но это не осуществилось. Под руководством Альфреда Роллера художники Сецессиона создавали работы на эту тему для галереи, а Роллер и архитектор Йозеф Хоффман руководили всей инсталляцией. В центральном зале была установлена скульптура Клингера, на стене позади нее — фреска Альфреда Роллера «Ночной сумрак». Оригинальный «Бетховенский фриз» Климта можно было увидеть в соседней комнате. Даже обычно застенчивого и замкнутого Густава Малера уговорили переписать музыку из Девятой симфонии Бетховена для труб и прорепетировать с музыкантами для вступительной части. Выставка, представленная в рамках необычной архитектуры здания Сецессиона, со скульптурами, картинами и музыкой, частично отражала идеи «Gesamtkunstwerk». Выставка получила широкую огласку и вызвала скандал. Большинство враждебных и негативных отзывов было направлено в адрес Густава Климта и его фриза. Однако скульптура Клингера также подверглась критике: некоторые сочли её китчем, другие были оскорблены, увидев Бетховена обнажённым. Огюст Роден присутствовал на выставке и, как сообщается, без комментариев прошёл мимо скульптуры Клингера, хотя позже сказал, что это не имеет ничего общего со скульптурой.
Многие художники, прежде других Джорджо де Кирико, называли Клингера основным связующим звеном между символистским движением XIX века и началом метафизического искусства. Его работы вызывали восхищение и оказали влияние на более поздних художников, таких как Макс Эрнст и других художников-сюрреалистов. Историк искусства Хольгер Якоб-Фризен подробно обсуждал влияние гравюр Клингера на таких художников, как Франц фон Штук, Кете Кольвиц, Эдвард Мунк, Ловис Коринт, Отто Грайнер, Альфред Кубин, Макс Слефогт, Пауль Клее, Рихард Мюллер, Оскар Кокошка. , Макс Бекманн, Хорст Янссен, а также на Де Кирико и Макса Эрнста.

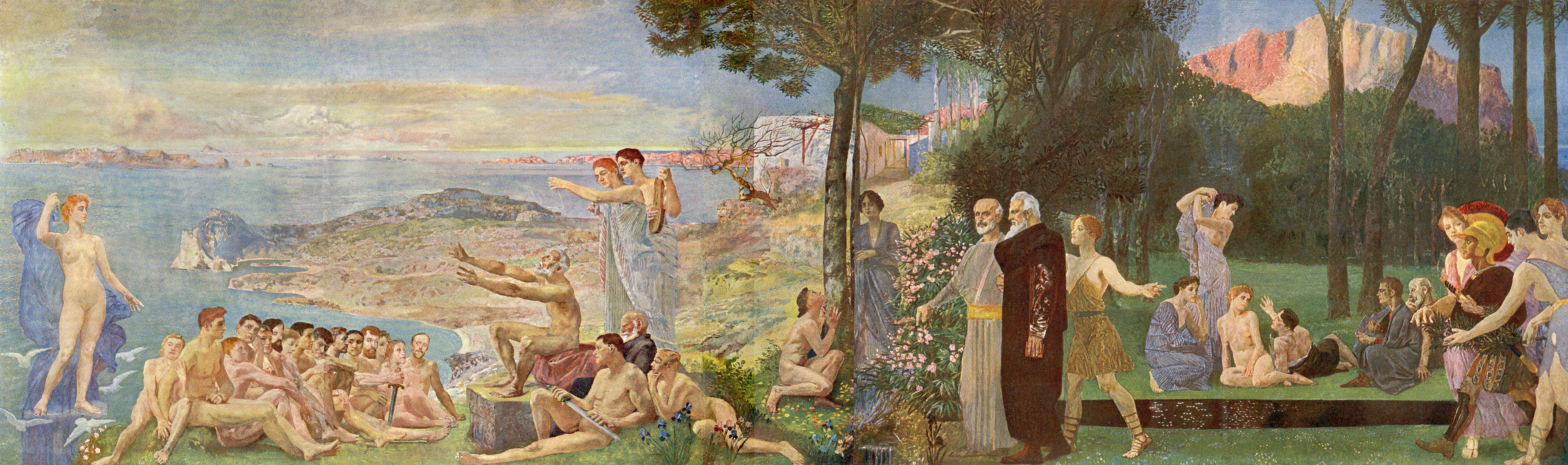
Расцвет Греции. Настенная роспись аудитории Лейпцигского университета. 1909. (Полигафическое воспроизведение)
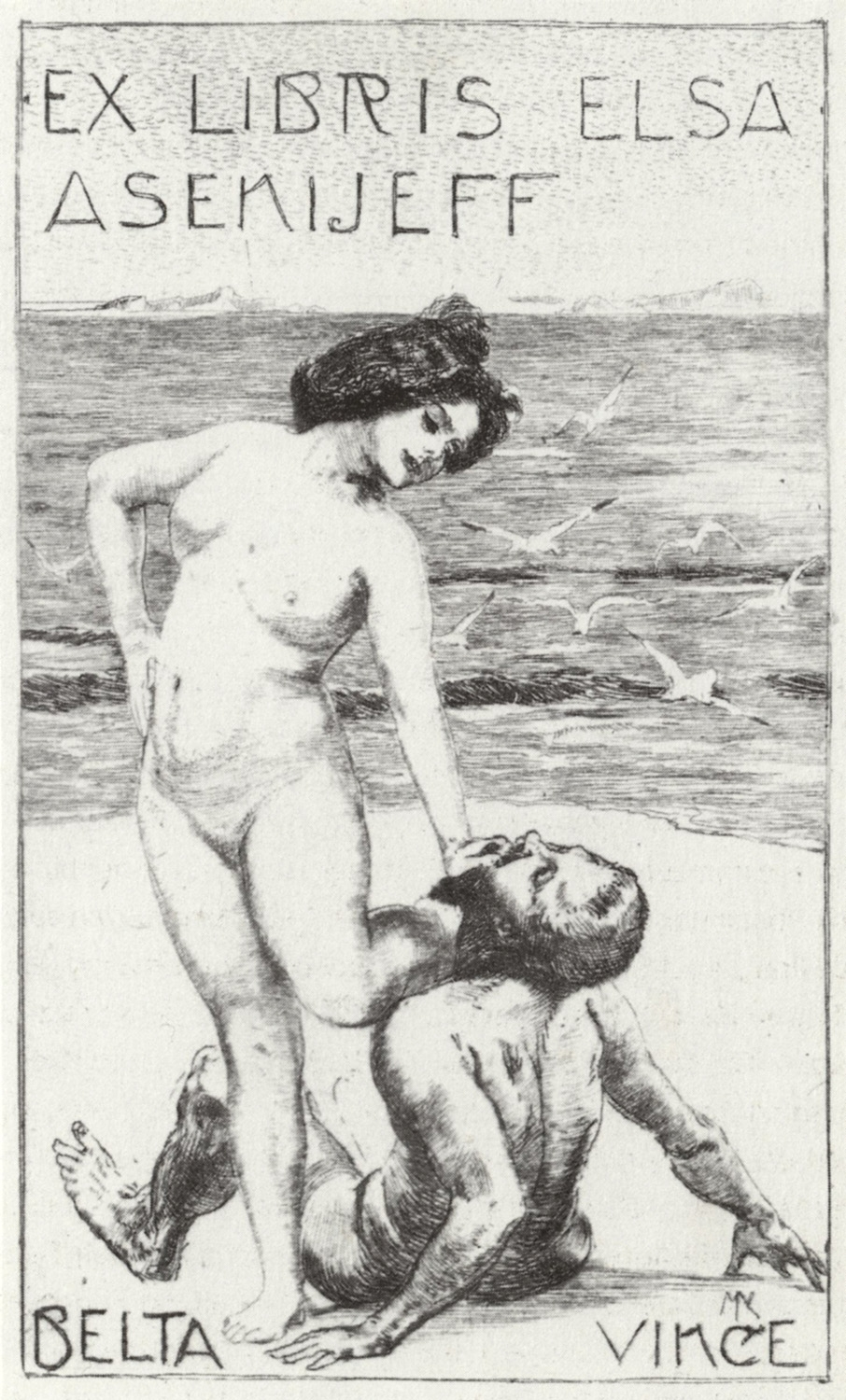
Экслибрис Эльзы Асеньевой. 1900
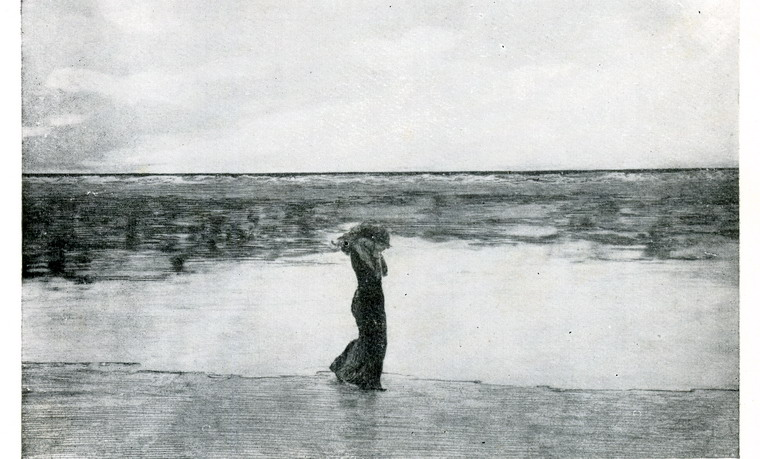
Покинутая. 1884. Офорт
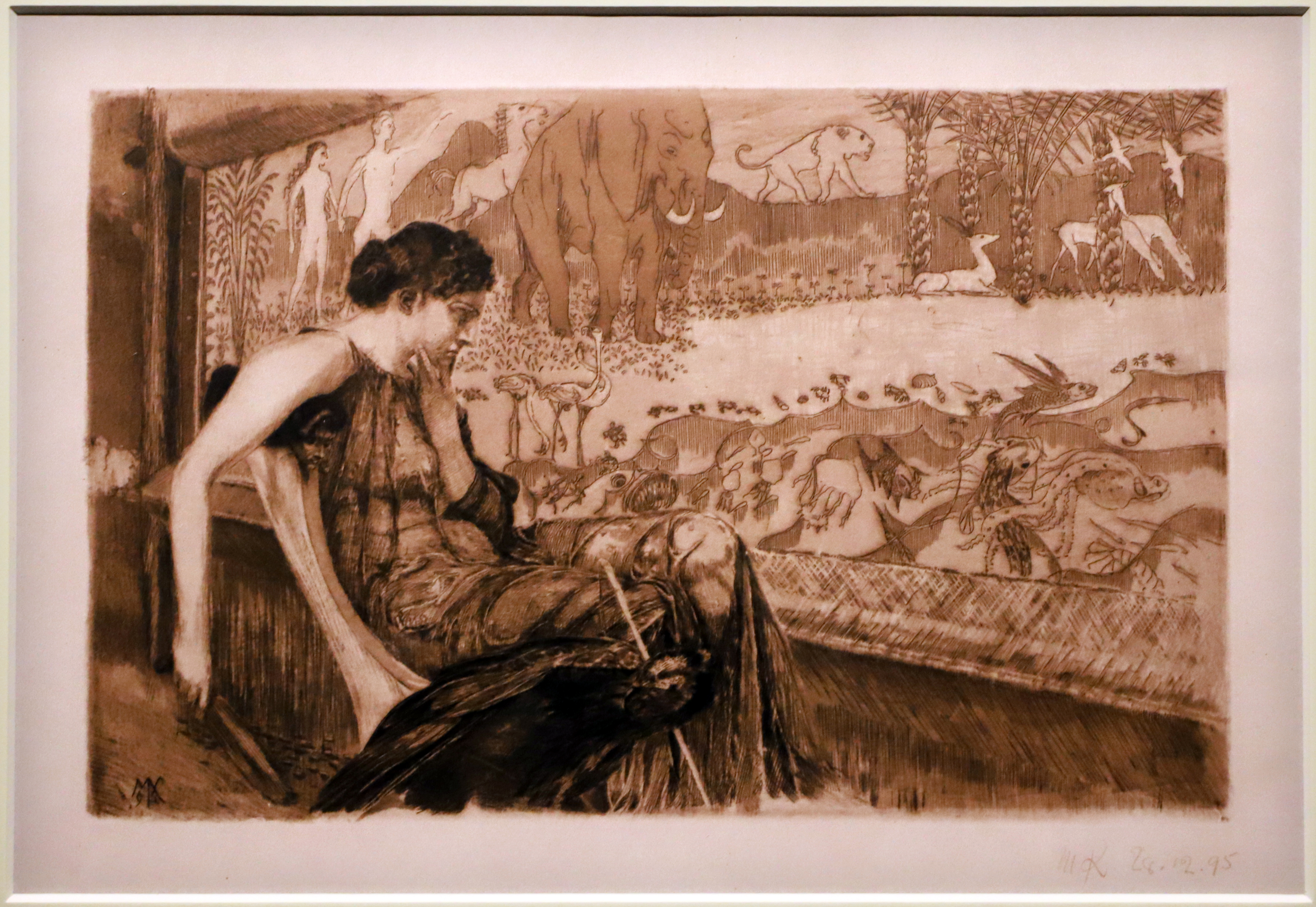
Пенелопа. 1895. Офорт
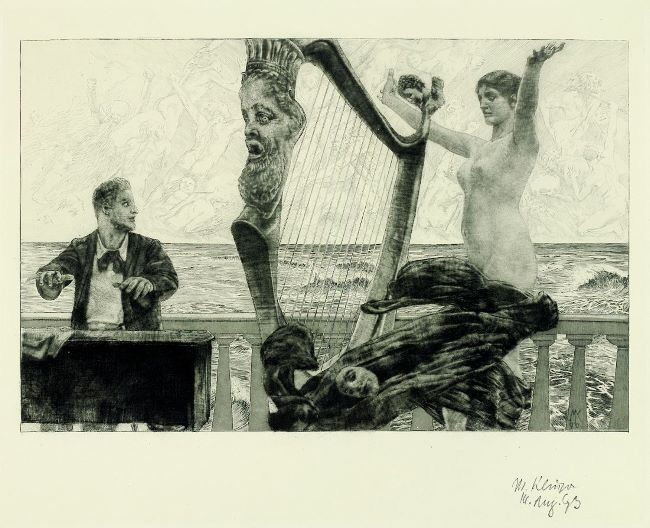
Фантазия Брамса. 1890-1894. Офорт
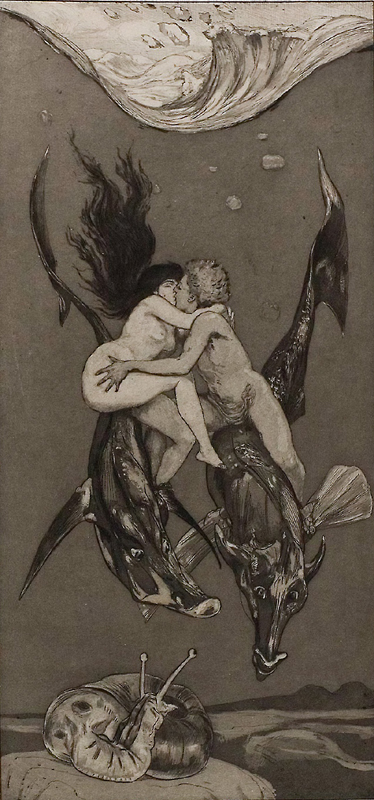
Искушение. Из серии «Жизнь». Опус VIII. 1884. Офорт, акватинта
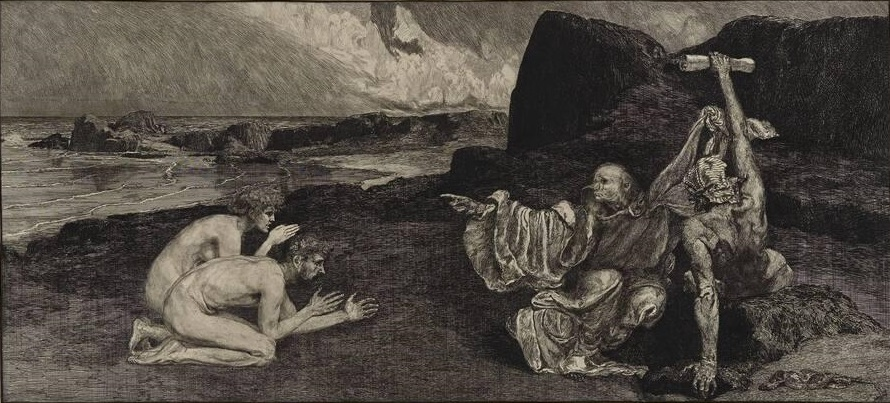
Интермеццо. Из серии «Любовь». Opus X. (1880–1887. Офорт, акватинта
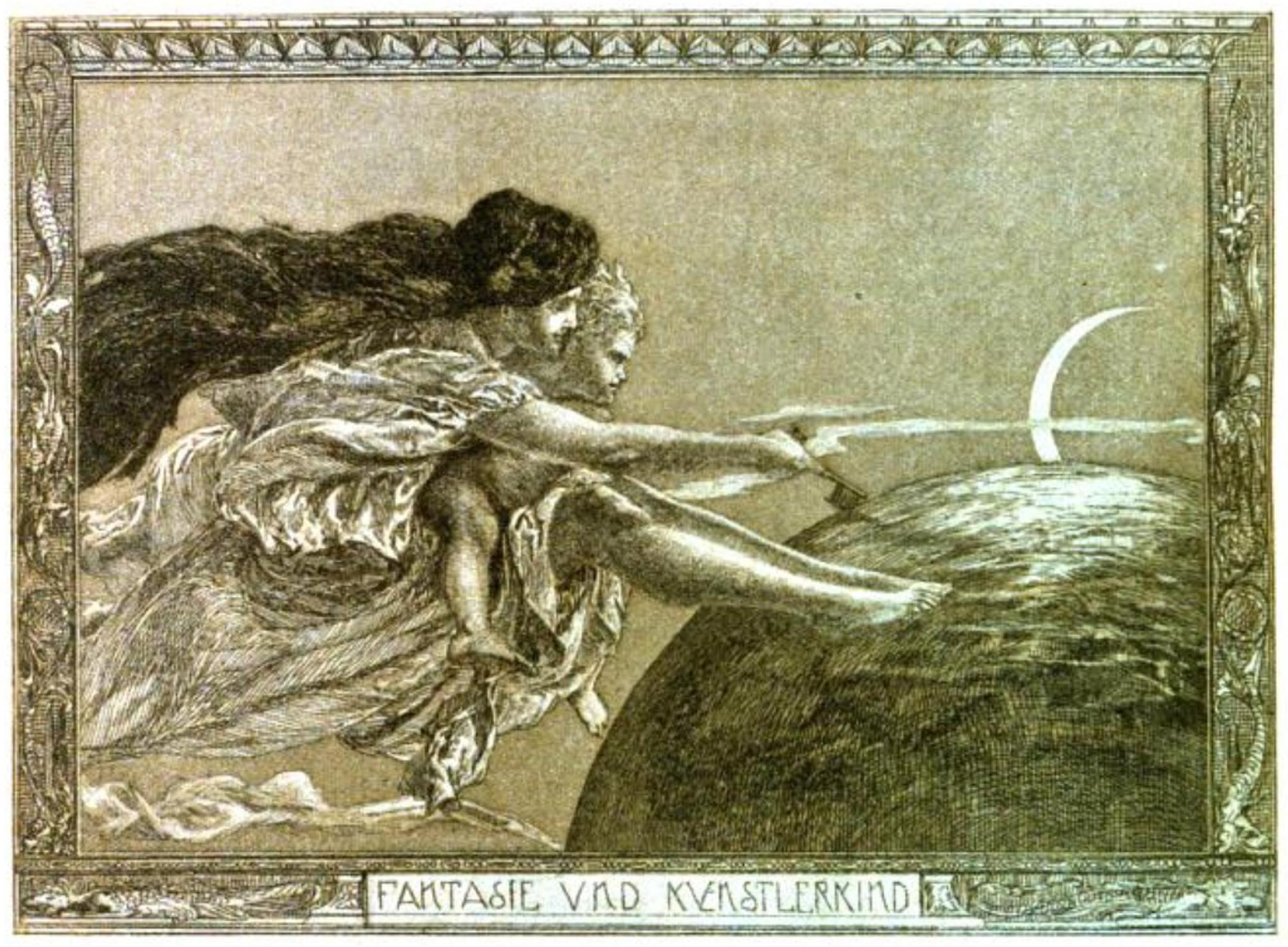
Фантазия и ребёнок-художник. Из журнала «Югенд». Август, 1907
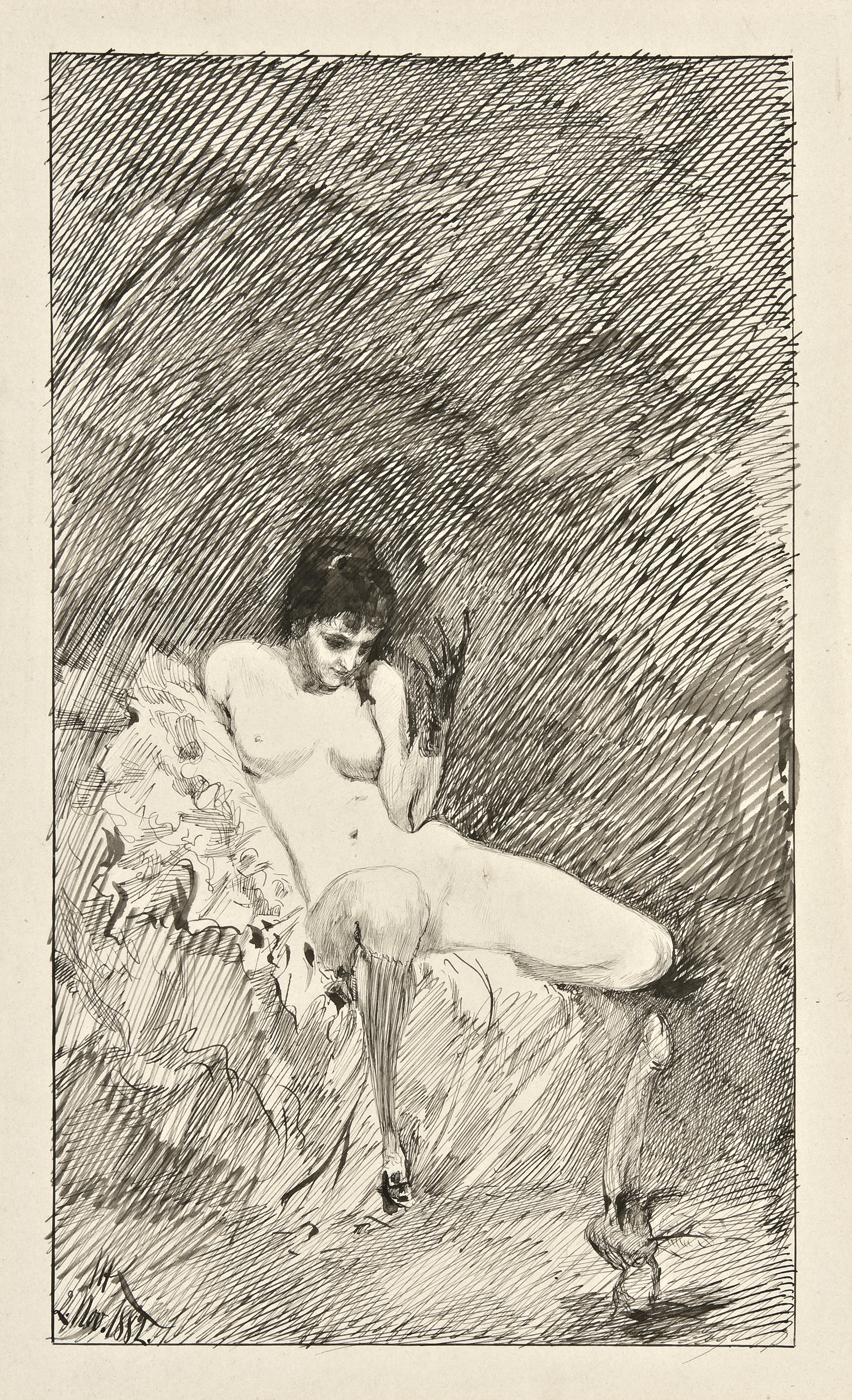
Обнажённая женщина с танцующим фаллосом. 1882. Бумага, карандаш, перо, тушь

## Макс Клингер — теоретик искусства
Помимо картин, рисунков и гравюр Клингер писал стихи и вёл дневник. В 1917 году Фердинанд Авенариус издал сборник «Клингер как поэт». Клингер использовал темы из христианской и языческой мифологии, находил литературно-поэтические заглавия, исторические аллюзии и поэтические метафоры.
В своей книге «Живопись и рисунок» (Мalerei und Zeichnung), вышедшей в 1891 году, Клингер декларировал особое, самостоятельное значение графического искусства в отображении внешнего мира. Он считал, что именно графике свойственно передавать демонически-тёмные аспекты жизни, адекватно выражаемые в линейной и контрастной манере. Изображение «циклов» действия с воплощением воображаемых реальностей сам Клингер сравнивал с музыкальным произведением («опусом»). Сама же живопись оставалась для художника реалистически-позитивным средством выражения исключительно материальных форм. Таким образом, Клингер первым из художников «попытался теоретически обосновать специфику искусства графики, заключающуюся в отвлечении, абстрагировании тональных отношений от Светотень светотени и естественной окрашенности предметов. Для обозначение такого искусства он предложил собственный термин: „Griffelkunst“ (искусство грифеля), который, однако, не прижился. Тем не менее, книга „Живопись и рисунок“ имела успех. Она была издана и на русском языке в 1908 году».

## Избранные работы

### Живопись
- «Ева и Будущее» (1880)
- «Фантазия Брамса» (1894)
- «Вечер» (1882), Дармштадт: Земельный музей Гессена
- «Суд Париса» (1885/87), Вена: Новая Галерея музея истории и искусства
- «Христос на Олимпе» (1897), Лейпциг: Музей изобразительных искусств

### Скульптура
- «Бетховен» (1902), Лейпциг: Музей изобразительных искусств
- «Саломея» (1893), Вупперталь: Музей фон дер Хейдта
- Герма для Мемориала Эрнста Аббе (1909—1911), Йена
- Памятник Иоганнесу Брамсу (1909), Гамбург: Laeiszhalle
- Проект памятника Рихарду Вагнеру в Лейпциге (частично реализован в 1910—1920 гг.)